# La Voleuse d'enfants
Ne doit pas être confondu avec Voleuse d'enfant.
Pour plus de détails, voir Fiche technique et Distribution.
La Voleuse d'enfants est un film muet français réalisé par Georges Denola, sorti en 1912.
Il s'agit d'une adaptation de la pièce d'Eugène Grangé et Lambert-Thiboust La Voleuse d'enfants, drame en cinq actes et huit tableaux, créée au théâtre de l'Ambigu-Comique le 6 mai 1865.

## Fiche technique
- Titre : La Voleuse d'enfants
- Réalisation : Georges Denola
- Scénario : d'après la pièce d'Eugène Grangé et Lambert-Thiboust  (1865)
- Photographie :
- Montage :
- Producteur :
- Société de production : Société cinématographique des auteurs et gens de lettres (S.C.A.G.L)
- Société de distribution :  Pathé Frères
- Pays d'origine :  France
- Langue : film muet avec les intertitres en français
- Métrage : 745 mètres
- Format : Noir et blanc — 35 mm — 1,33:1 — Muet
- Genre : Film dramatique
- Durée : 24 minutes 40
- Dates de sortie :
  -  France : 30 novembre 1912

## Distribution
- Georges Saillard : Louis Cervier
- Lucie Brillé : Sarah Vatier